# 交響曲第2番 (グレツキ)
交響曲第2番『コペルニクス党』（II Symfonia "Kopernikowska"） 作品31は、ヘンリク・グレツキにより作曲された合唱交響曲。

## 概要
グレツキは1972年に天文学者コペルニクス生誕500周年を祝うため、ソプラノ、バリトン、合唱と管弦楽のための大規模な形式の交響曲を作曲した。テクストには詩篇第145篇、第6篇と第135篇およびコペルニクスの著書である「天球の回転について」が用いられている。
この曲はニューヨークのコシチュシュコ財団から委嘱されたもので、グレツキにとっては祖国ポーランド以外の聴衆に自らの芸術を問うチャンスとなった。例によって、彼は題材の研究を熱心に行い、とりわけコペルニクスの発見の哲学的含蓄にとりつかれた。もっとも、彼はそれらすべてを肯定的にとらえていたわけではない。ノーマン・デイヴィーズ（Norman Davies）はこう述べている。「彼が発見した地動説は、広くいきわたった人々の事象の捉え方対してに起こし得る、最も根本的な革命であった。」
アドリアン・トーマス（Adrian Thomas）は「ニューグローヴ世界音楽大事典 第2版」において、こう記している。「第2楽章は1960年代後半からのグレツキのより調性的な音楽への回帰における重要な段階が示されており、その過程はいくつかの合唱曲や『交響曲第3番』で確固たるものとなる。」この交響曲は2楽章制で、グレツキがそれまでの作品で用いていたことのある2項的な設計に基づいている。そこでは「第1楽章のフォルテッシモの動き、長い静寂の休止、性急で半音階的なモチーフが、比較的穏やかな第2楽章との釣り合いを保っている（中略）第1楽章においてほぼ管弦楽で奏されるけたたましい宇宙の情景に応答すべく、第2楽章はかなり拡大された形式を持ち、前半で蓄えた緊張を和らげる。」
この交響曲は彼の他の作品に比べると、演奏、録音の機会に恵まれていないが（「交響曲第3番」に比べると間違いなく少ない）、それは非常に巨大な管弦楽、ソプラノやバリトンのソリストと大規模な合唱が必要なことが理由の一つとなっている。しかしながら、CD音源は複数入手することができる。最も入手が容易なのはナクソスから出された アントニ・ヴィトの指揮によるものである。